# Slachtofferloos delict
Een slachtofferloos delict of consensueel delict is een strafbaar feit waarbij er geen direct aanwijsbaar slachtoffer is.
Het (niet onbekritiseerde) begrip werd geïntroduceerd door Edwin Schur in 1965. Hij definieerde een slachtofferloos delict (Engels: victimless crime) als "a willing and private exchange among adults of highly demanded yet officially proscribed goods and services" ("een vrijwillige en besloten (niet-openbare) uitwisseling tussen volwassenen van zeer gewilde maar officieel verboden goederen en diensten"). Beide partijen hebben er belang bij dat het delict niet aan politie of justitie wordt gemeld.
Verschillende auteurs noemen ten minste veertien verschillende gedragingen die zij als 'slachtofferloos delict' bestempelen: abortus, omkoping, drugsverslaving, spionage, overspel, gokken, euthanasie, homoseksualiteit, marihuanagebruik, rondhangen, gevechten tussen bekenden, prostitutie, openbare dronkenschap en landloperij. Hierbij moet worden aangemerkt dat deze gedragingen alleen dan als 'slachtofferloos' worden beschouwd wanneer beide partijen vrijwillig instemmen en vinden dat zij door de transactie niet geschaad worden.
Schur pleit ervoor slachtofferloze delicten niet strafbaar te stellen, omdat die wetten vaak moeilijk te handhaven zijn (er wordt immers normaal gesproken geen aangifte gedaan) en in veel gevallen de vervolging meer maatschappelijke schade aanricht dan de gedraging zelf. Van de andere kant maakt bijvoorbeeld H.A. Bedau (1974) bezwaar tegen de term 'slachtofferloos delict' en betoogt hij dat (de mate van) 'slachtofferschap' geen goed algemeen criterium is om onderscheid te maken tussen wenselijke en onwenselijke strafbaarstelling. Hij stelt onder meer dat instemming nog niet hoeft te betekenen dat er geen slachtoffer is, dat de fundamentele vraag moet zijn of iemands grondrechten zijn geschonden (ongeacht of hij/zij zichzelf als slachtoffer ziet) en dat de maatschappij het recht heeft zich tegen bijvoorbeeld roekeloos gedrag te beschermen ook al zijn er geen slachtoffers gevallen. Bedau stelt wel dat wanneer een gedraging alleen de volwassen partijen schaadt die vrijwillig en bewust daarin deelnemen, die daad niet strafbaar gesteld zou moeten worden.